# Grijalba
Grijalba település Spanyolországban, Burgos tartományban. Grijalba Sasamón, Villasandino, Padilla de Abajo, Padilla de Arriba, Villamayor de Treviño és Sordillos községekkel határos. Lakosainak száma 112 fő (2024).

## Népesség
A település népessége az utóbbi években az alábbiak szerint változott:
| Lakosok száma | 125  | 123  | 123  | 128  | 119  | 110  | 106  | 111  | 111  | 112  |
|               | 2001 | 2004 | 2006 | 2009 | 2011 | 2014 | 2016 | 2019 | 2021 | 2024 |